# Gerardus Anne van Arkel
Gerardus Anne van Arkel (Leeuwarden, 2 december 1928 – Bunnik, 19 oktober 1994) was een Nederlands hoogleraar in de erfelijkheidsleer aan de Universiteit Utrecht.

## Opleiding
Van Arkel schreef zich in 1946 in aan de Universiteit van Utrecht voor de studie biologie en werd, nog voor hij in oktober 1953 het doctoraal-examen, met als hoofdvak genetica, cum laude aflegde, opgenomen in de staf van het Genetisch Instituut, dat toen pas opgericht was. Hier werd hij al snel de assistent van directeur professor dr. C.L. Rümke, met wie hij het onderzoek en onderwijs in de genetica van het nieuwe laboratorium hielp organiseren. Gedurende de eerste jaren was zijn speciale taak het beheer van de proeftuin met als voornaamste studieobject Pisum sativum. In 1955 begon hij zich in te werken in de genetica van schimmels, in het bijzonder Neurospora tetraspora. Zijn werk trok de aandacht van professor Pontecorvo te Glasgow, die hem uitnodigde enige tijd in zijn laboratorium te komen werken. Na zijn terugkeer zette Van Arkel zijn onderzoek uit Glasgow aan Aspergillus nidulans in Utrecht voort, waarbij hij zich vooral richtte op de rol van organische peroxiden op mutatie - inductie door ultraviolet licht en formaldehyde. Hij promoveerde op 24 februari 1958 cum laude op het proefschrift Modification of ultraviolet and formaldehyde mutagenesis in Aspergillus nidulans. Na zijn promotie werd hij opgeroepen voor de militaire dienst. Doordat zijn promotiewerk de aandacht had getrokken van professor dr. J.A. Cohen, directeur van het Medisch Biologisch Laboratorium (MBL) van de Rijks Verdedigings Organisatie, nu TNO, te Rijswijk, werd Van Arkel, na een verkorte opleiding tot reserve-officier, voor zijn resterende diensttijd gedetacheerd op het MBL. Hij verrichtte gedurende deze tijd, in samenwerking met ir. J.H. van de Pol, onderzoek naar methoden om de biologische activiteit van bacteriofaag-DNA aan te tonen.

## Loopbaan
Na zijn terugkeer in Utrecht, in 1960, begon Van Arkel een nieuwe onderzoekslijn met bacteriofaag øX174, dat als een goed genetisch model werd beschouwd in verband met de geringe afmeting en enkelstrengigheid van het faag-DNA. Na onderzoek over mutagene effecten van hydroxylamine en ultraviolet licht op øX174, richtte hij zijn aandacht ook op de opheldering van de genetische organisatie van het bacteriofaag DNA. In 1964 werd Van Arkel benoemd tot hoogleraar in de erfelijkheidsleer aan de Universiteit van Utrecht. Enige tijd later overleed professor Rümke, waarna Van Arkel de leiding van het gehele Genetisch Instituut op zich nam. Met het aantreden van Van Arkel als hoogleraar introduceerde hij de moleculaire biologie ook in Utrecht. Toen in het midden van de jaren zeventig de moleculaire biologie, met de ontdekking van de restrictie-enzymen en de uitvinding van de klonerings- en DNA-sequentie-analyse-technieken, zijn grote groei begon, kon het laboratorium van Van Arkel zonder moeite aansluiten. Van Arkel startte, naast zijn onderzoeksprogramma langs de oorspronkelijke hoofdlijn van het onderzoeksprogramma (met øX174), een tweede onderwerp, een onderzoek naar cyanobacterieën. In zijn werk integreerde hij steeds de moleculaire biologie met de klassieke genetica. 
Van Arkel was tot aan het einde van zijn actieve loopbaan (1990) decaan van de faculteit biologie. Hij speelde daarnaast een actieve rol bij de oprichting in Utrecht van het Klinisch Genetisch Centrum en het Instituut voor Moleculaire Biologie. Hij was verder betrokken bij de oprichting van de SON-werkgemeenschap Fabagen, later Moleculaire Genetica, waarvan hij tevens voorzitter was en bekleedde verder het voorzitterschap van de Nederlandse Genetische Vereniging. Hij werd in 1967 benoemd tot lid van de Koninklijke Nederlandse Akademie van Wetenschappen, sectie biologie en in hetzelfde jaar lid van de Koninklijke Hollandsche Maatschappij der Wetenschappen. Van Arkel werd benoemd tot lid van de nationale adviescommissie recombinant- DNA - werkzaamheden, de latere voorlopige commissie genetische modificatie (VCOGEM). In deze commissie speelde Van Arkel, samen met professor dr. K.C. Winkler en professor dr. P.G. de Haan, een belangrijke rol bij het tot stand komen van de regelgeving voor recombinant-DNA-werkzaamheden met micro-organismen, evenals bij de inschaling van talloze projecten op dit gebied.